# Conus sauridens
Conus sauridens é uma espécie de gastrópode do gênero Conus, pertencente à família Conidae.